# Janoi
Janoi är en av hinduerna som helig ansedd spunnen tråd. Den bärs runt kroppen från vänster skuldra runt kroppen under höger arm och symboliserar en andra, andlig födsel.